# Only If...
Only If... é um single da cantora Enya, lançado em 1997 pela Warner Music.